# Stachylina jujuyensis
Stachylina jujuyensis är en svampart som beskrevs av M.G. Mazzucch., López-Lastra & Lichtw. 2000. Stachylina jujuyensis ingår i släktet Stachylina och familjen Harpellaceae.   Inga underarter finns listade i Catalogue of Life.